# Pragmatische Armee

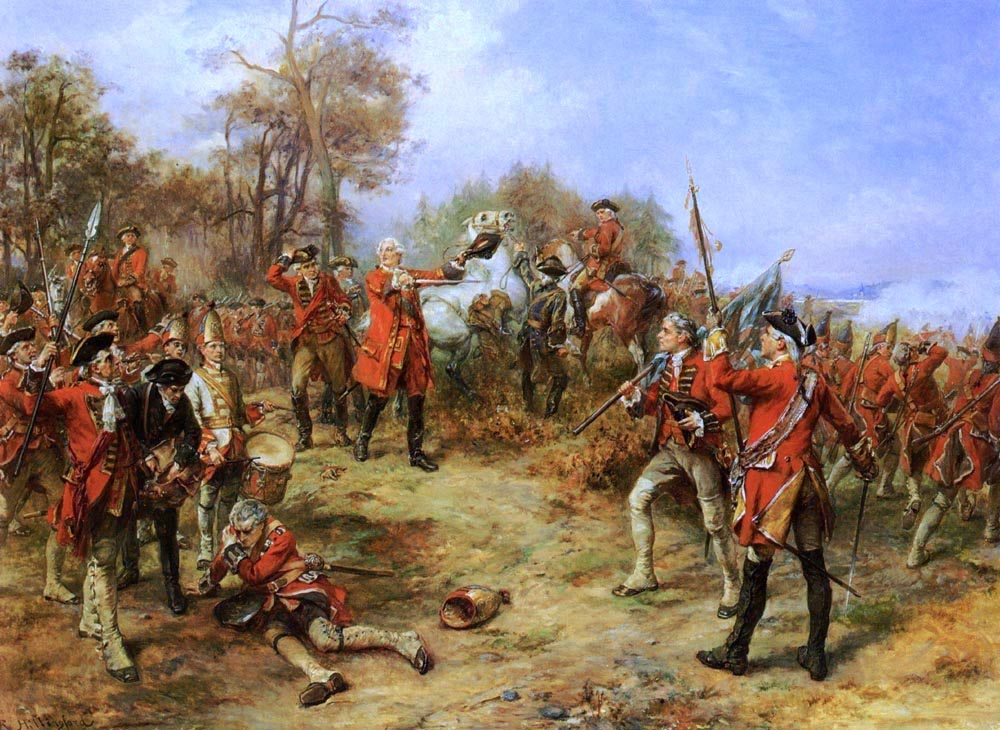
Georg II. und seine Armee in der Schlacht bei Dettingen (Öl auf Leinwand aus dem Jahre 1902)

Die Pragmatische Armee bestand aus habsburgisch-österreichischen, britischen, niederländischen, kurhannoverschen und hessen-kasselschen Verbänden. Sie kämpfte in den Jahren 1741 bis 1745 während des Österreichischen Erbfolgekriegs in Deutschland auf habsburgischer Seite gegen die Preußen und Franzosen. 
Der Name Pragmatische Armee leitet sich von der Pragmatischen Sanktion Kaiser Karls VI. ab, mit der die weibliche Erbfolge im Haus Österreich (Habsburg) ermöglicht wurde. Die Pragmatische Sanktion wurde von den Gegnern Österreichs, Bayern (ab 1743 Kaiserliche Armee), Preußen, Frankreich u. a. nach Karls VI. Tod 1740 in Frage gestellt, was den Österreichischen Erbfolgekrieg auslöste. 
Der mit der ungarischen Königin und österreichischen Erzherzogin Maria Theresia, der Tochter Karls VI., verbündete britische König und Kurfürst von Hannover Georg II. stellte am Niederrhein eine Armee auf, die gegen die Preußen und die Franzosen operierte. Der Name „Pragmatische Armee“ sollte der britischen Expedition im Heiligen Römischen Reich einen legitimen Anstrich verleihen, indem man sich eben auf die Verteidigung der vom verstorbenen Kaiser erlassenen Pragmatischen Sanktion berief. Aus englischer Sicht war der deutsche Kriegsschauplatz aber eigentlich nur einer von vielen in den damaligen britisch-französischen Auseinandersetzungen, die zur gleichen Zeit auf den Weltmeeren und in den überseeischen Kolonien ausgetragen wurden. Die Namensgebung war also Propaganda, die das Kriegsgeschehen begleitete.
Nach der vorläufigen Sicherung Kurhannovers marschierte die Pragmatische Armee gegen die Franzosen in Süddeutschland. Am 27. Juni 1743 traf man in der Schlacht bei Dettingen auf den Feind. Georg II. führte seine Armee persönlich und siegte. Es war das letzte Mal, dass ein englischer König seine Armee persönlich in einer Schlacht führte. Seinen Sieg ließ der König von Georg Friedrich Händel im Dettinger Te Deum verherrlichen.
1745 unterlag die Pragmatische Armee den Franzosen in der Schlacht bei Fontenoy; bald darauf wurde sie aufgelöst.